# François Emile Ehrmann

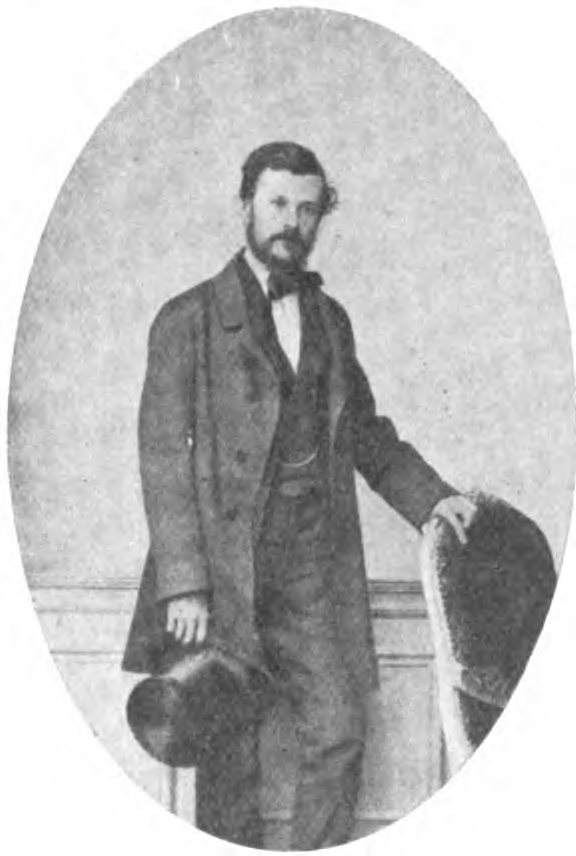
François-Emile Ehrmann.

François Emile Ehrmann (* 5. September 1833 in Straßburg; † 26. März 1910 in Paris) war ein französischer Maler und Glasmaler.

## Leben
Ehrmann war ein Sohn des François Ehrmann und dessen Frau Charlotte Sophie Louise (geborene Bogner). Er besuchte ein Gymnasium in Straßburg und er erhielt seinen ersten Zeichenunterricht durch den Maler und Kupferstecher Théophile Schuler (oder Schüler). Er war zunächst dazu angehalten worden, Architekt zu werden. Im Jahr 1853 trat er in die École des Beaux-Arts in Paris ein, wo er drei Jahre lang bei Émile Jacques Gilbert und Charles-Auguste Questel Architektur studierte. Anschließend wandte er sich auf den Rat Robert Fleurys hin der Malerei zu und trat in das Atelier von Charles Gleyres ein. Dieser beschäftigte ihn zwei Jahre lang nur mit Zeichnungen, hielt ihn aber von der Malerei fern. Er schloss hier Freundschaft mit dem Berner Genremaler Albert Anker und dem Bildnismaler Alphonse Hirsch. Mit ihnen bereiste er 1861 und 1877 Italien und unterhielt auch in späteren Jahren eine umfangreiche Korrespondenz mit ihnen.
1863 stellte er erstmals ein Bild im Salon de Paris aus das den Titel Herkules zwischen Tugend und Laster französisch Hercule entre le Vice et la Vertu hatte. Zuvor hatte er es im Jahr 1860 mit einem Hamlet versucht, war jedoch zurückgewiesen worden. Ehrmann wurde beim Salon 1865 mit einer Medaille ausgezeichnet, das Gemälde Peche de la Sirène (‚Fischende Sirene‘) ist nicht mehr erhalten, denn es wurde 1870 bei einem Brand des Straßburger Museum vernichtet. Er nahm in den folgenden Jahren noch an weiteren Ausstellungen teil. Zu seinen Werken zählten unter anderem:
- Der Eroberer
- Die von Theseus verlassene Ariadne (Aquarell, 1873, Musée du Luxembourg)
- Die Befreiung der Andromeda (Aquarell)
- Venus, die an der Sonne vorübergeht (1875)
- Die Quelle der Jugend
- Die Parzen

Von da ab widmete er sich fast ausschließlich der dekorativen Malerei, so unter anderem ein kunstgeschichtlicher Fries, der Griechenland, Rom, das Barbarentum und das Mittelalter darstellt (im Hotel des Herrn Girard). 1877 fertigte Ehrmann er eine Plafondmalerei für das Palais der Ehrenlegion mit dem Titel Apollo entsendet die Musen zur Erde an. Es folgten sechs allegorische Deckenfiguren für den „Salle des fetes“ des Pariser Rathauses. Er entwarf zudem Glasmalereien für die Kathedrale in Autun und die Kirche in Montmorency, aber auch Fayencen, sowie 3 als Teppiche ausgeführte Gobelins für die Galerie Mazarine in der Nationalbibliothek.
Die Anfertigung dieser 1896 vollendeten Gobelins beschäftigte ihn fast 15 Jahre.
- L’Antiquité
- Moyen-âge
- La Renaissance mit den Einzelfiguren L’Imprimé und Le Manuscrit

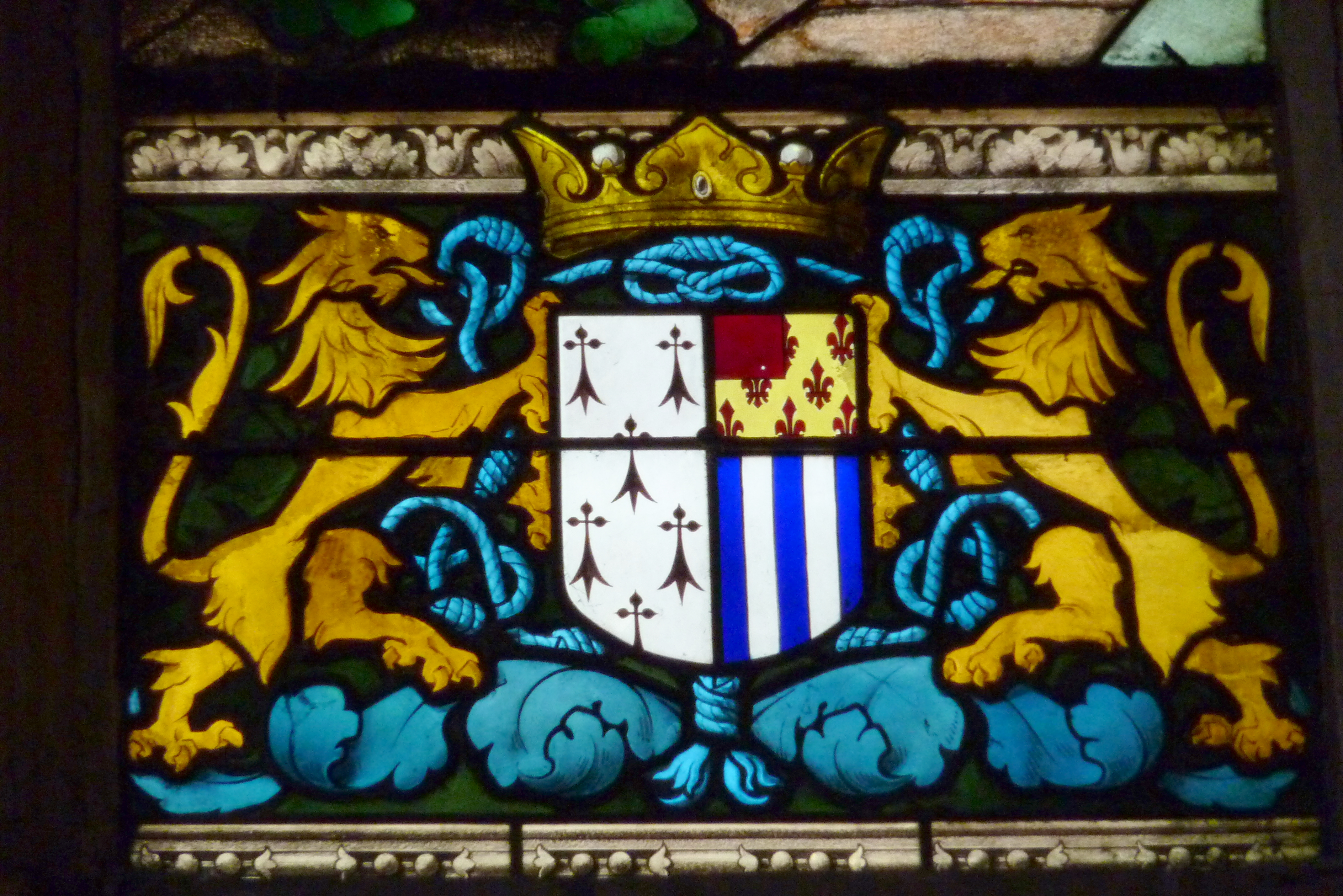
Glasfenster der Kirche Saint-Martin
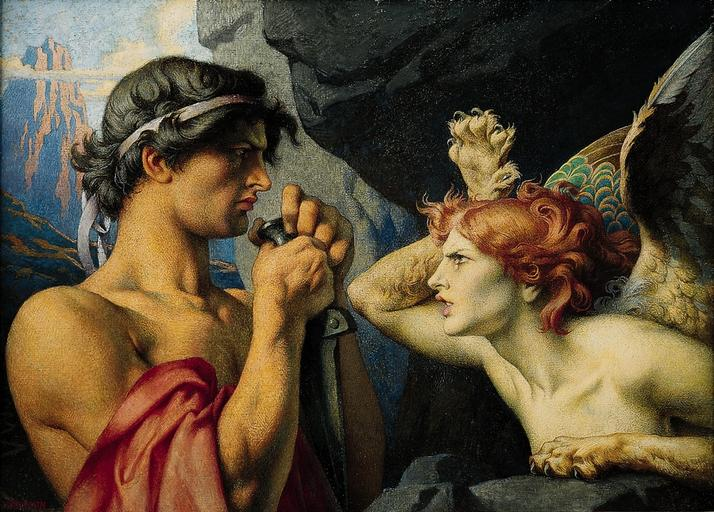
Oedipe et le Sphinx

Diese Werke zählen neben dem Plafond der Ehrenlegion als seine Hauptleistung. Er beschickte bis 1909 die Société des Artistes Français und war bis in sein hohes Alter hinein künstlerisch tätig. 1902 stellte er das Panneau Pygmalion und 1903 das Bild Ödipus und die Sphinx aus, das ins Museum nach Straßburg kam. Er war Chevalier de la Légion d’honneur.